# 石川愛 (バスケットボール)
石川 愛（いしかわ あい、1999年7月13日 - ）は、日本の女子バスケットボール選手。神奈川県出身。ポジションはセンターフォワード。

## 経歴
埼玉栄高等学校出身。2020-21年シーズンでシャンソンVマジックを退団。2021年にデンソーアイリスへ移籍した。
2022年、山梨クィーンビーズに移籍。
2023年、山梨を退団。